# کرافارمز
کرافارمز (یا کرافارمز) گروهی از شرکت‌ها است که آلن، بث و فرانک کرافار مدیران آن بودند. مزارع کرافار بزرگ‌ترین کسب و کار خانوادگی لبنیات در نیوزیلند بود. این کسب و کار خانوادگی مالک ۲۲ مزرعه دامداری و لبنیات با تقریباً ۲۰٬۰۰۰ گاو در مناطق مختلف جزیره شمالی بود و در اکتبر ۲۰۰۹ به مرحلهٔ تولیت رسید. مزارع کرافار از سال ۲۰۰۷ تا ۲۰۱۱ درگیر چندین پرونده پیگرد قانونی به دلیل جرائم مربوط به آلودگی و موارد مربوط به رفاه ضعیف حیوانات بودند.

## تاریخچه
آلن و فرانک کرافار برادرانی هستند که در وانگانویی بزرگ شده‌اند. پدرشان وقتی آلن ۱۱ ساله بود فوت کرد و او مجبور بود تنها گاوشان را با دست بدوشد. فرانک در ۱۴ سالگی مدرسه را ترک کرد و در ۱۶ سالگی اولین شغل شیردوشی خود را آغاز کرد. فرانک، به همراه برادر دیگرش نویل، چهار سال بعد مزرعه‌ای در ماناواتو آوردند. در سال ۱۹۷۳، آلن در یک قرار ملاقات بدون اطلاع قبلی با بث آشنا شد و آنها شروع به کار در مزرعه فرانک کردند. تا ژوئیه ۱۹۷۹، آلن و فرانک کرافار پس از اضافه کردن یک بلوک اجاره‌ای ۳۶۶ هکتاری در سال ۱۹۷۸، از دوشیدن ۱۴۰ گاو از طریق یک طویله قدیمی که از میان عدل‌ها عبور می‌کرد، به ۴۰۰ گاو با استفاده از همان سیستم، رسیده بودند. تولید ۲۸ هزار تن افزایش یافت کیلوگرم در سال و گله بزرگ آنها به‌طور متوسط روزانه یک کیلو چربی تولید می‌کرد. در سال ۱۹۸۱، فرانک، آلن و بث اولین مزرعه خود را در رپوروا راه‌اندازی کردند. آنها سال بعد با خرید مزرعه همسایه، گسترش خود را آغاز کردند و تا سال ۱۹۹۹، ۶۰۰۰ گاو در مزارع متعدد در سراسر نیوزیلند داشتند. در سال ۲۰۰۹ آنها صاحب ۲۲ مزرعه بودند که ۱۸ تای آنها لبنیاتی بودند و ۲۰٬۰۰۰ گاو داشتند، که آنها را به بزرگ‌ترین کسب و کار خانوادگی لبنیات در نیوزیلند تبدیل می‌کرد.
در طول دهه ۲۰۰۰، چندین بار در دادگاه محیط زیست به دلیل تخلیه غیرقانونی پساب‌های ذخیره تحت پیگرد قانونی قرار گرفت. در آگوست ۲۰۰۸، ایان بالمه، رئیس کمیته نظارتی محیط زیست وایکاتو، خانواده کرافار را به عنوان «نمونه بارز لبنیات کثیف» توصیف کرد که «سابقه آنها نشان می‌دهد که آبراه‌های عمومی را مکان کاملاً مناسبی برای تخلیه پساب گاوداری خود می‌دانند». خانواده کرافار تا آن زمان چهار بار تحت پیگرد قانونی قرار گرفته بودند و دو پیگرد قانونی دیگر نیز در انتظار رسیدگی بود. بالمه اظهار داشت که اکثر کشاورزانی که سیستم‌ها و زیرساخت‌های کشاورزی خوبی دارند، حق دارند از کشاورزانی مانند کرافارها که به صنعت آسیب رساندند، خشمگین باشند. در سال ۲۰۰۹، پس از انتشار ویدئویی در یوتیوب که گوساله‌های گرسنه را در یکی از مزارع آنها نشان می‌داد، آنها توسط ماف به دلیل بی‌توجهی به حیوانات مورد بررسی قرار گرفتند. در اکتبر ۲۰۰۹، پس از آنکه دیگر قادر به پرداخت بدهی‌های فزاینده خود نبودند، مزارع به وضعیت توقیف دارایی (یا توقیف اموال) منتقل شدند. در سال ۲۰۱۰، پس از آسیب رساندن به انباری واقع در مزرعه کرافار مزارع خشمگین شدند. پس از انتقاد از خانواده کرافار در رسانه‌ها، استفن اسمیت، کشاورز اهل اومارو، صفحه‌ای در فیسبوک در حمایت از آلن کرافار راه‌اندازی کرد. راسل بوما، پسر یکی از دوستان خانوادگی که در حمله‌ای به خانه‌شان در چند متری خانهٔ خود خانوادهٔ کرافار به قتل رسید، گفت که آنها شش ماه مزرعه‌شان را بدون هیچ دستمزدی اداره کردند و آنها را «عاملان بسیار کارآمدی توصیف کرد که به بسیاری از مردم کمک کرده‌اند.»

## تخلیه پساب
در سال ۲۰۰۱، شورای ماهی و شکار، کمپین عمومی برای آبراه‌های پاک‌تر در پایین‌دست مزارع لبنیات را آغاز کرد که بعدها به عنوان کمپین لبنیات کثیف شناخته شد. آنها مزارع لبنیات را عامل اصلی آلودگی آبراه‌ها دانستند، به طوری که یک گاو به اندازه چهارده انسان آلودگی ایجاد می‌کند. اولین پیگرد قانونی خانواده کرافار به دلیل تخلیه پساب لبنی به آبراه‌ها در سال ۲۰۰۱ صورت گرفت، زمانی که شرکت والی که آقای کرافار یکی از مدیران آن است، به دلیل تخلیه غیرقانونی پساب به زمینی که می‌توانست وارد آبراه‌ها شود، ۱۳۰۰۰ دلار جریمه شد. به گفته آلن کرافار، از سال ۲۰۰۳ کدهای انطباق جدیدی اجرا شد که بسیاری از کشاورزان از جمله کرافارها را درگیر کرد.
در سال ۲۰۰۷، دو پیگرد قانونی دیگر علیه مطرح شد. شرکت به دلیل تخلیه غیرقانونی پساب لبنی به زمین، ۳۵۰۰۰ دلار جریمه شد. شرکت به دلیل تخلیه فاضلاب لبنی به یکی از شاخه‌های رودخانه اسک، ۱۳۰۰۰ دلار جریمه شد. در پرونده دوم، آلن کرافار شخصاً ۵۰۰۰ دلار جریمه شد، در حالی که شیردوش مزرعه ۲۰۰۰ دلار جریمه شد. سال بعد، چهارمین پیگرد قانونی تأیید شد و مزرعهٔ در دشت‌های به دلیل تخلیهٔ غیرقانونی پساب لبنی به مبلغ ۳۷۵۰۰ دلار جریمه شد. این بزرگ‌ترین جریمه تا به امروز برای یک پرونده قضایی واحد بود، و قاضی گفت که ارسال یک حکم بازدارنده برای گروه شرکت‌های کرافار ضروری بوده است.
در مارس ۲۰۰۹، نشریه نشنال بیزینس ریویو گزارش داد که آلن کرافار و گروه کرافارم، توسط بسیاری از افراد در این صنعت، به عنوان «نمونه بارز لبنیات کثیف» شناخته شده‌اند. در پاسخ، خانواده کرافار ماشین‌آلات جدیدی آوردند و یکی از پسرانشان به عنوان مأمور انطباق با استانداردها منصوب شد تا اطمینان حاصل کند که همه مزارع از استانداردهای جدید پیروی می‌کنند. چهار ماه بعد، دادگاه محیط زیست، شرکت، آلن کرافار، فرانک کرافار و الیزابت کرافار را به دلیل ۳۴ مورد تخلیه پساب‌های لبنی تحت پیگرد قانونی قرار داد. تخلفات مربوط به نشت پساب لبنیات از استخرها، پدهای خوراک، شلنگ آبیاری شکسته و چاهک‌ها بود که منجر به آبیاری بیش از حد چراگاه‌ها می‌شد. دادگاه محیط زیست، شرکت، آلن کرافار و فرانک کرافار را هر کدام به مبلغ ۲۹۵۰۰ دلار جریمه کرد و الیزابت کرافار نیز ۱۵۰۰ دلار جریمه شد که در مجموع به ۹۰۰۰۰ دلار رسید.

## رفاه حیوانات
در ۲۹ سپتامبر ۲۰۰۹، برنارد هیکی، روزنامه‌نگار حوزه کسب و کار، ویدئویی را در یوتیوب منتشر کرد که گوساله‌های گرسنه و بی‌آب را در مزرعه لبنی بنی‌دیلِ شرکت کرافار فارمز، بین توکوروا و ته کویتی، نشان می‌داد. هیکی اظهار داشت که وزارت کشاورزی و جنگلداری (ماف) در ۷ سپتامبر ۲۰۰۹ (پس از ضبط ویدیو) از مزرعه بازدید کرده و بسیاری از گوساله‌ها را معدوم کرده است، همان‌طور که کارکنان مزرعه نیز این کار را انجام داده‌اند، اما اجازه داده‌اند که کشاورزی ادامه یابد. هیکی فقدان رفاه حیوانات را به آموزش نامناسب کارکنان و مدیریت ضعیف و فشارهای بدهی‌های گسترده کرافار برای گسترش مزارع کرافار نسبت داد.
در ۳۰ سپتامبر ۲۰۰۹، بازرسان رفاه حیوانات، تمام مزارع متعلق به خانواده کرافار را برای یافتن موارد بی‌توجهی به حیوانات بازرسی کردند. آنها اظهار داشتند که «مشکلات قابل توجهی در رفاه حیوانات» در بین ۲۰٬۰۰۰ گاو در ۲۲ مزرعه متعلق به خانواده کرافار وجود دارد، از جمله مواردی مانند تراکم بیش از حد دام، تغذیه ناکافی، حیوانات کم وزن و کمبود سرپناه برای گوساله‌ها. در پنج مزرعهٔ کرافار، ۵۰ گاو باید کشته می‌شدند. طبق گزارش‌ها، آلن کرافار گفته بود که ماف مشکلات را بزرگنمایی کرده و بازرسان آن هیچ درکی از کشاورزی ندارند. او گفت؛ «آنها در عمرشان هرگز گاوی را ندوشیده و هرگز دست‌هایشان را کثیف نکرده‌اند.»
در ۷ ژوئن ۲۰۱۰، سخنگوی وزارت کشاورزی و جنگلداری به روزنامه دومینیون پست اطلاع داد که تحقیقات آنها کامل نشده و هنوز خیلی زود است که بگوییم آیا پیگرد قانونی برای جرائم مربوط به ظلم به حیوانات انجام خواهد شد یا خیر. سخنگوی ماف گفت که تحقیقات به دلیل نیاز به ارزیابی مالکیت، کنترل و مسئولیت رفاه حیوانات در روابط پیچیده گروه مزارع کرافار، زمان‌بر است. در ژوئن ۲۰۱۱، پنج نفر از افراد دخیل در مزرعه لبنیات کرافرز تاهاروآ، در برابر ۷۱۴ مورد اتهام مربوط به جرائم مربوط به رفاه حیوانات، اظهار بی‌گناهی کردند.

## دریافت و فروش
در ۵ اکتبر ۲۰۰۹، شرکت کرافر توسط وام دهندگانش به بخش تصفیه دارایی‌ها منتقل شد و مایکل استیاسنی و برندون گیبسون به عنوان تصفیه‌کنندگان دارایی‌ها منصوب شدند. روزنامه نیوزلند هرالد گزارش داد که وست‌پک، رابوبانک و پی‌جی‌جی رایتسون فایننس حدود ۲۰۰ میلیون دلار نیوزیلند بدهکار بودند و به دلیل نقض تعهدات وام‌ها، شرکت کرافار فارمز را به حالت تعلیق درآورده‌اند. خانواده کرافار می‌گویند رکود اقتصادی و کاهش پرداختی فونترا عامل اصلی دررفتن کسب و کار آنها به مرحله تصفیه حساب بود. در سال ۲۰۰۷، فونترا به ازای هر کیلو شیر خشک ۷٫۹۰ دلار پرداخت کرد که رکورد جدیدی محسوب می‌شود. این رقم در سال ۲۰۰۸ دو دلار کاهش یافت و در سال ۲۰۰۹ به تنها ۴٫۵۵ دلار رسید. خانواده کرافار با استفاده از مزارع موجود خود به عنوان اهرم، به سرعت گسترش یافته بودند و دیگر نمی‌توانستند بدهی خود را پرداخت کنند.
شرکت دایری هولدینگ که پیش از این شناخته می‌شد، موافقت کرد که مزارع خانوادگی کرافار را خریداری کند و این خرید منوط به تأیید دفتر سرمایه‌گذاری خارجی بود. نخست‌وزیر جان کی «نگرانی‌هایی» را در مورد فروش زمین به منافع خارجی اذعان می‌کند، و شرکت چینی به پیشنهاد (پایین‌تر) شرکت دولتی لندکورپ اعتراض کرد. در دسامبر ۲۰۱۰، به توصیه دفتر سرمایه‌گذاری خارجی، دولت تصمیم گرفت درخواست برای خرید ۱۶ مزرعه از پذیرندگان را تأیید نکند.
در ژانویه ۲۰۱۱، پیشنهادی برای خرید ۱۶ مزرعه جزیره شمالی ارائه داده شد و برای کسب رضایت به دفتر سرمایه‌گذاری خارجی مراجعه کرد. در ۲۷ ژانویه ۲۰۱۲، وزیر اطلاعات زمین و معاون وزیر دارایی به شرکت گروه شانگهای پنگ‌شین لیمیتد اجازه دادند تا ۱۶ مزرعه کرافار را از طریق شرکت تابعه خود، میلک نیوزیلند هولدینگ لیمیتد، خریداری کند. در ۱۵ فوریه ۲۰۱۲، دادگاه عالی این تصمیم را لغو کرد و پس از بررسی قضایی درخواست شده توسط گروه خرید مزارع کرافار، به دولت دستور داد تا دوباره درخواست را بررسی کند. در ۲۰ آوریل ۲۰۱۲، موریس ویلیامسون، وزیر اطلاعات زمین و جاناتان کولمن، معاون وزیر دارایی، گزارش اصلاح‌شده‌ای از دفتر سرمایه‌گذاری خارجی را تأیید کردند و به شرکت میلک نیو نیوزیلند اجازه خرید ۱۶ مزرعه کارافار را دادند.